# Venis
Venis byl poslední, devátý panovník 5. dynastie ve starověkém Egyptě v období Staré říše, nástupce Džedkarea Isesiho. Vládl asi 15 let. Z nemnoha údajů odečtených z reliéfů na zdech cesty k jeho pyramidovému komplexu jsou patrné scény lodí s posádkou lodníků nebo otroků vracejících se z expedicí do Levanty na východním pobřeží Středozemního moře. Na jiném reliéfu je zobrazena scéna z bitvy, kde Egypťané luky a dýkami útočí na semitské nomády. Jsou také známé potvrzující cesty faraona na sever Núbie. Doba vlády faraona byla již poznamenána úpadkem a četnými hladomory, zejména v pouštních oblastech říše.

## Rodina
Za Venisova otce se považuje Džedkare-Isesi, jeho matka není známa. Jeho manželkami byly Nebet a Chenut. Měl šest dcer, Hemeter Hemi, Neferut, Nefertkaues Iku, Sešešet Idut, Chentkaues a Iput. Poslední z nich se stala druhou manželkou zakladatele 6. dynastie faraona Tetiho.

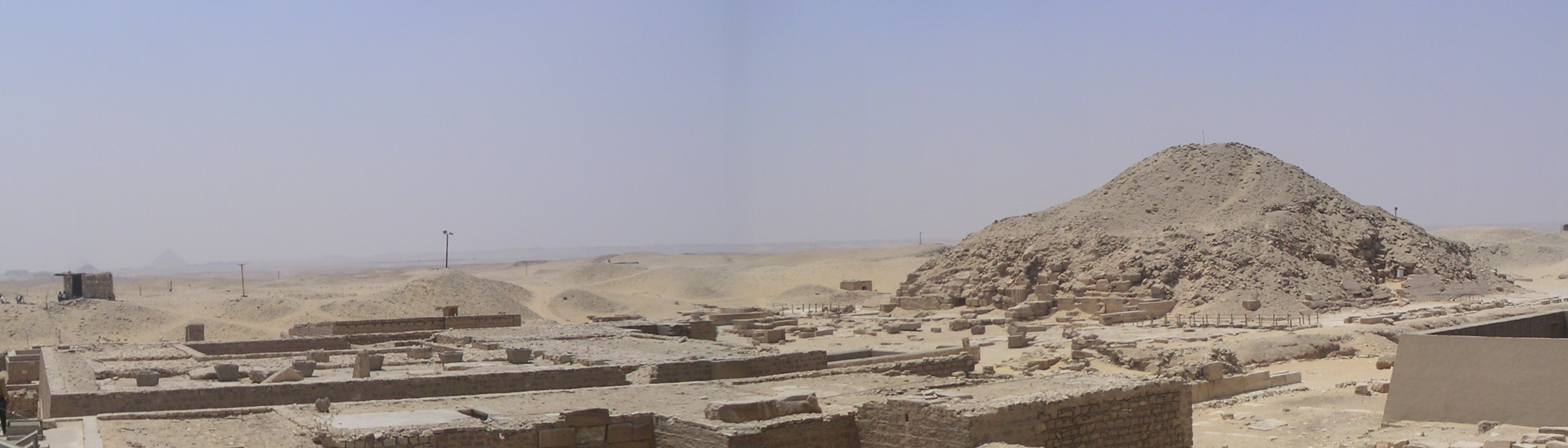
Panorama Venisova pyramidového komplexu

## Hrobka
Zádušní kult, který přetrvával až do období konce Staré říše i Prvního přechodného období přibližně až do 11. dynastie (~2018 př. n. l.), byl v případě Venise doplněn uctíváním místního sakkárského boha a byl zde patrný příklon k uctívání bohů Hora a Osirise. Venis si nechal zbudovat pyramidu v severní Sakkáře poblíž jihozápadní hrany Džoserova komplexu, a to patrně nad zbytky dřívější pyramidy, pravděpodobně faraona Hetepsechemueje (~2730 př. n. l.). Pyramida patří mezi nejmenší postavené v období Staré říše. K pyramidě vede asi 750 m dlouhá vzestupná cesta, která je zdobená žulovými bloky s četnými reliéfy, ukončená stěnou ohraničující posvátný prostor. Vnitřní prostory hrobky poprvé v dosavadní historii jsou bohatě zdobené reliéfy z faraonova života a zejména Texty pyramid. Ty obsahují náboženské texty, soubory litanií, říkadel a vztahu faraona k podsvětí, které byly patrně poprvé spojeny do jednoho celku. Venis nechal vystavět poblíže své pyramidy dvojhrobku pro své manželky Nebet a Chenut. Obě části jsou identické a jsou vyzdobeny scénami ze všedního života, jak bylo obvyklé u hrobek nekrálovského původu.

## Konec 5. dynastie
Venis zemřel, aniž zanechal mužského dědice, což způsobilo nástupnickou krizi a hledání panovníka „ten kdo usmíří obě země“. Zakladatel 6. dynastie Teti legalizoval svoje nástupnictví tím, že si vzal za ženu Venisovu dceru Iput. Četní egyptologové to však dosud kriticky zpochybňují. Zdá se, že dynastická změna nevedla k rozsáhlejší destrukci státní správy, či rozvratu říše, zřejmě díky tomu, že četní vysocí úředníci přetrvali zlomové období. Zmiňují se kupříkladu vezírové Mehu nebo Kagemni.